# 옵션 키

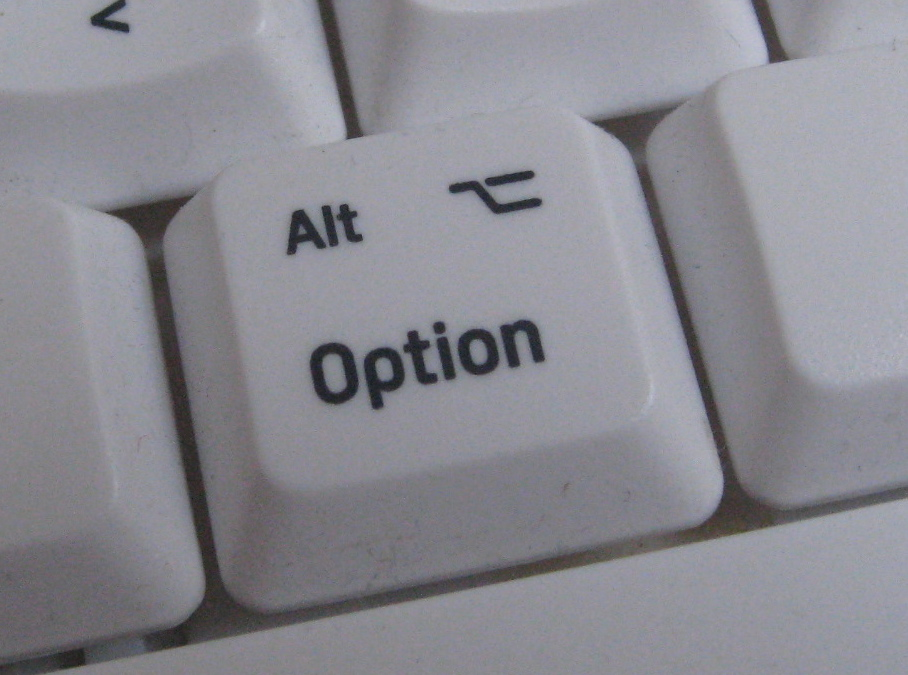
옵션 키는 "Alt", "Option" ⌥ 또는 기타 조합으로 표기될 수 있다.

옵션 키(Option key)는 애플 키보드에 존재하는 수식 키(ALT)이다. 일반 맥 키보드에서는 Control 키와 커맨드 키 사이에 위치한다. 현대(2011년 기준)의 맥 데스크톱 및 노트북 키보드에는 2개의 옵션 키가 있으며 하나는 각각 스페이스바의 측면에 있다. (2005년 기준으로, 일부 노트북은 방향키를 위한 공간을 내기 위해 하나만 존재하는 경우도 있다)
애플은 보통 U+2325 ⌥ 옵션 키를 사용하여 옵션 키를 표현한다. 1980년부터 1984년까지 애플 II에서 이 키는 클로즈드 애플 키(closed apple key)로 불렸으며 사과로 채워진 것에 검은색 선이 그려져 있었다. (역사와 "오픈 애플"에 관한 정보는 커맨드 키 참고)
1990년대 이후로 이 키에는 "alt" 또한 표시되는 것이 보통이며 이는 유닉스와 윈도우 프로그램과 같이 맥이 아닌 소프트웨어에 Alt 키를 사용하기 위한 것이다. 그러나 맥 운영 체제의 옵션 키는 기타 유닉스 계열 시스템 또는 윈도우의 Alt 키와는 다르게 기능한다. 큰 다른 점은 메뉴나 단축키 접근을 위해 사용되지 않는다는 점인데, 다른 명령 코드를 위한 수정자로 대신 사용되며 다양한 액센트와 심볼에 더 쉽게 접근하기 위해 사용한다. 이러한 면에서 일부 IBM 호환 PC 키보드에서 볼 수 있는 AltGr 키와 유사한 면이 있다.